# Owston Ferry Castle

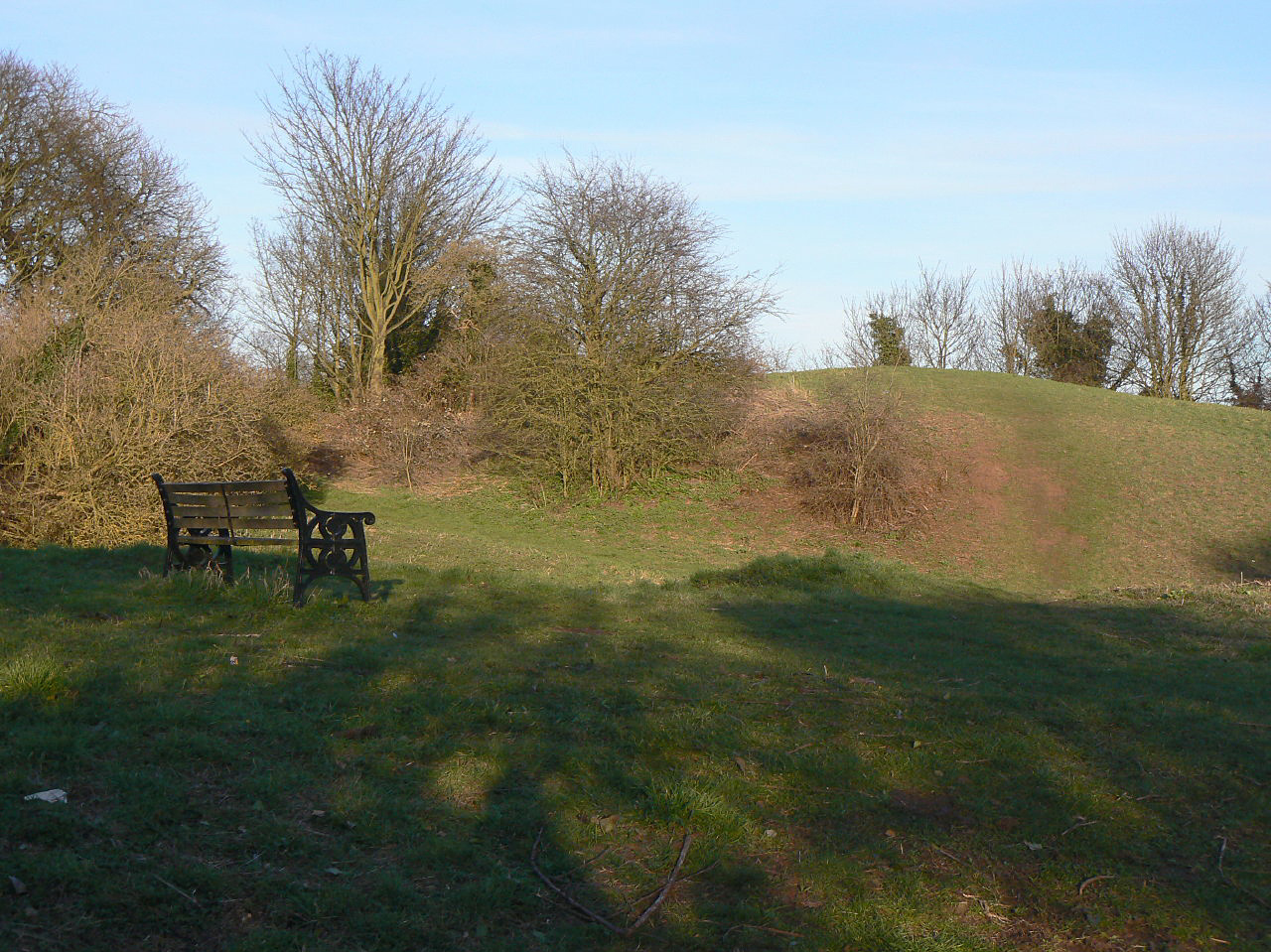
Der Mound von Owston Ferry Castle

Owston Ferry Castle, auch Kinnard’s Ferry Castle, ist eine abgegangene Burg ca. 12 km nördlich von Gainsborough in der englischen Grafschaft Lincolnshire.

## Geschichte
Man denkt, dass die erste Burg an dieser Stelle bald nach der normannischen Eroberung Englands 1066 erbaut, aber bereits 1095 wieder abgerissen wurde.
1173 ließ Roger de Mowbray dort eine neue Burg errichten, um Prinz Heinrich im Konflikt mit seinem Vater, König Heinrich II., zu unterstützen. Letzterer ließ in der Folge die Burg zerstören.

## Heute
Auf dem Gelände der früheren Motte ist noch ein breiter, grasbewachsener Mound bis heute erhalten. Die Umgebung ist heute eine Local Nature Reserve (Landschaftsschutzgebiet).